# Башар, Хаккы
Хаккы Башар (тур. Hakkı Başar; род. 24 сентября 1969, Сакарья) — турецкий борец греко-римского стиля, чемпион и призёр чемпионатов Европы, чемпион мира, серебряный призёр летних Олимпийских игр 1992 года в Барселоне, участник трёх Олимпиад.

## Карьера
Выступал в полутяжёлой и тяжёлой весовых категориях. Победитель Средиземноморских игр 1993 и 1997 годов. Чемпион (1997) и бронзовый призёр (1993, 1998) чемпионатов Европы. Чемпион мира 1995 года в Праге.
На летних Олимпийских играх 1992 года в Барселоне Башар победил выступавшего за объединённую команду Гоги Когуашвили, венгра Тибора Комароми, болгарина Ивайло Йорданова, итальянца Сальваторе Кампанелла, американца Майкла Фоя и стал победителем в своей подгруппе. В финальной схватке турок проиграл немцу Майку Булльману и стал серебряным призёром Олимпиады.
На следующих Олимпийских играх в Атланте Башар в первом круге снова победил россиянина Гоги Когуашвили, серба Горана Касума, болгарина Христо Димитрова, но уступил украинцу Вячеславу Олейнику, немцу Майку Булльману и занял итоговое пятое место.
На Олимпийских играх 2000 года в Сиднее Башар проиграл грузину Геннадию Чхаидзе, поляку Анджею Вроньскому и не смог выйти из подгруппы, став в итоге 16-м.